# ميريفيلد (مينيسوتا)
ميريفيلد, هو مجتمع غير مدمج[بحاجة لمصدر] ومكان مخصص للتعداد[بحاجة لمصدر] (CDP) في بلدة ليك إدوارد، مقاطعة كرو وينج، مينيسوتا، الولايات المتحدة، بالقرب من برينرد. تقع على طول طريق كرو وينج كاونتي 3 بالقرب من طريق مقاطعة 127. كان عدد سكانها 140 اعتبارًا من تعداد 2010[بحاجة لمصدر].

## المدارس بها
وهي موجود بها مدارس برينرد العامة. المدرسة الثانوية المخصصة هي مدرسة برينرد الثانوية.